# Zwergenhöhle (Wuppertal)
Die Zwergenhöhle (alternativ: Zwergenloch) war eine Höhle im Wuppertaler Stadtgebiet. Sie wurde im 19. Jahrhundert zerstört.

## Lage und Beschreibung
Die Höhle befand sich im Gestein der Oberen Honseler Schichten, die aus der Zeit des Oberen Mitteldevons stammen. Das ist die gleiche Gesteinsschicht, in der sich in rund 1,5 Kilometer Entfernung die Hardthöhlen finden, ein Höhlensystem, das zu den größten des Rheinlandes zählt. Die Zwergenhöhle befand sich südlich der Wupper an der Ortslage Kluse. Die genaue Lage und Größe ist nicht dokumentiert. Es gibt keine weiteren Überlieferungen der Höhle, eine wissenschaftliche Untersuchung hatte es vor der Zerstörung nicht gegeben.

## Geschichte
Beim Bau der Bahnstrecke Elberfeld–Dortmund der Bergisch-Märkischen Eisenbahn ab 1844 wurde die Höhle oder zumindest der Zugang dazu zerstört. Das Kerbtal in der Kluse wurde mit Abraummaterial verfüllt, um das Niveau der Bahnstrecke gleich zu halten. Auf diesem Gelände entstand der Zentralwerkstatt der Bergisch-Märkischen Eisenbahn.
In einer Bergischen Sage „Vom Zwergenloch an der Kluse“ geht es um die Zwergenhöhle:

„Vom Zwergenloch an der Kluse.
 Es gab einst eine Zeit, da sah's hier im Wuppertal ganz anders aus als heute. Von Häusern war nichts zu sehen. Waldige Berge begleiteten die Wupper auf ihrem Lauf. In dem klaren Wasser des Flusses spiegelten sich Himmel und Bäume. Am dichtesten traten bei der Kluse die Berge an die Wupper heran. Das stille Tal mit seinen waldigen Hügeln hatten sich Zwerge zum Wohnorte ausersehen. Am liebsten hielten sie sich an der Kluse und im Island auf. Am Tage arbeiteten sie fleißig im Innern der Berge, schmiedeten kostbare Waffen und Geräte oder gruben in der Erde nach Schätzen, nach edlen Steinen und Perlen. Abends, wenn die Männlein müde von der Arbeit waren, lustwandelten sie im Walde oder ruhten unter schattigen Bäumen aus. Auch als einzelne Leute ihre Hütten im Wuppertal bauten, blieben die guten Zwerge. Mancher Wanderer, der in der Abenddämmerung durch den Wald an der Kluse ging, hat die Männlein gesehen. Häufig hielten dann die Zwerge die Vorübergehenden an und plauderten gemütlich mit ihnen. Aber die Leute mußten gut und fromm sein. Ungezogenes Reden oder Tun duldeten die Zwerge nicht in ihrer Nähe. Nach und nach zogen immer mehr Leute hierher. An Stelle der kleinen Häuser, in denen die Garnbleicher wohnten, entstanden Fabriken. Das Wasser der Wupper ward trübe und müde von der vielen Arbeit; es floß nicht mehr so munter dahin. Die Leute holzten manchen Wald ab; die Hügel wurden mit Häusern bebaut. Auch der Kluser Wald verschwand. Da wurde es den Männlein ungemütlich. Sie verließen das ehemals so stille Tal und kehrten niemals wieder.“

Eine weitere Zitation der Sage:

„Das Zwergenloch bei Elberfeld.
 In der Kluse bei Elberfeld führte vor dem Bau der Bergisch-Märkischen Eisenbahn von der Wupper aus das Zwergenloch in den steilen Abhang des Döppersberges hinein. Dort war der Eingang zum Reich der Schwarzelfen oder Zwerge. Von dort aus besuchten die kleinen, mißgestalteten, aber gutmütigen Wesen bis in den Anfang des gegenwärtigen Jahrhunderts hinein die Kluse und lustwandelten im Schatten der Buchen und Eichen, unterhielten wohl auch, trotz ihres scheuen Charakters, mit den Menschen, wenn man ihnen redlich begegnete, einen freundlichen Verkehr. Denn diese Erdmännchen, die in den Spalten und Höhlen der Berge Schätze sammeln, prächtige Waffen schmieden und herrliche Paläste bauen, verstanden sich ganz gut mit den Menschen, auch als im Wuppertale an die Stelle des Garnbleichens andere Beschäftigungen getreten waren. Aber als die Eisenbahn gebaut wurde, schlug auch die Stunde der kleinen Leute.“